# Gonzalo de Berceo

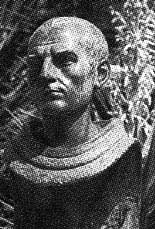
Gonzalo de Berceo

Gonzalo de Berceo (n. 1197 — d. 1264) a fost un poet spaniol, primul autor cult de limbă castiliană cunoscut până acum.

## Biografie
Gonzalo de Berceo a fost un preot (nu călugăr, cum obișnuiește să se spună) care a muncit în La Rioja ca notar al mănăstirii 
San Millán de la Cogolla și mai apoi Santo Domingo de Silos. A beneficiat de o educație aleasă, absolvind așa-numitele „Studii Generale” (precursoare medievale ale actualelor universități) din Palencia și a fost cel mai important reprezentant al „mester de clerecía” (gen literar cultivat de clerici și de elitele intelectuale în general, în opoziție cu literatura populară medievală).
A cizelat limba castiliană, ajutând la crearea limbii literare prin introducerea a multor neologisme de proveniență latină. A recurs și la unele formulări aparținând literaturii orale. A muncit de asemenea ca notar, falsificând uneori documente pentru a-i obliga pe țărani să-și plătească toate contribuțiile pentru mănăstire. În 1237 a fost prezbiter.
Lirica lui Berceo are drept unică temă pe cea religioasă, și se constituie în primul rând din hagiografii, adică scrieri despre elemente sacre relaționate cu viețile unor sfinți, în special cei venerați în mănăstirile unde a fost angajat. Capodopera sa este însă „Milagros de Nuestra Señora” („Minuni ale Maicii Domnului”). Berceo nu se afirmă ca un narator original, deoarece lucrează asupra textelor traduse din latină; originalitatea sa și talentul artistic devin evidente în tratamentul temelor, în stilul său, în detaliile costumbriste și în adaptarea la mentalitatea medievală și câmpenească.
Lirica sa este cultă, chiar dacă adoptă o formă populară și utilizează unele elemente tradiționale; tipul de strofă cel mai des utilizat este catrenul alexandrin, separând fiecare vers în două jumătăți de câte șapte silabe, printr-o cezură ce corespunde sfârșitului cuvântului și al grupului fonic, împiedicând apariția sinalefei și cu o singură rimă consonantă în toate versurile.

## Milagros de Nuestra Señora
Opera principală a lui Gonzalo de Berceo are o introducere alegorică, în care autorul se prezintă pe sine însuși în cadrul Naturii idealizate, servind odihnii omului și simbolizând virtuțile și perfecțiunea Fecioarei. Mai departe se succed douăzeci și cinci de miracole realizate de Fecioara Maria pentru cei care au demonstrat a avea multă credință în ea. Berceo nu inventează, ci doar modifică povestiri care circulaseră deja și le transpune într-o limbă romanică. Principalele caracteristici ale „minunilor” sunt :
- Berceo introduce elemente cotidiane pentru a-și atrage ascultătorii
- Utilizează elemente din literatura populară, cum ar fi expresii pentru atragerea atenției ascultătorilor
- La sfârșitul fiecărei povestiri există o morală sau o învățătură, pentru a-l ajuta pe ascultător să înțeleagă avantajele credinței în Fecioară

„Minunile” se pot clasifica în trei grupe : 
- Cele în care Maria îi răsplătește sau îi pedepsește pe oameni
- Cele în care Maria îi iartă și îi salvează de la condamnarea eternă pe credincioșii săi
- Cele în care oamenii trec printr-o criză spirituală și Maria îi ajută să o depășească